# 程紹
程 紹（てい しょう、1562年 - 1637年）は、明代の官僚。字は公業。本貫は徳州。

## 生涯
江西右布政使の程瑤の孫にあたる。1589年（万暦17年）、進士に及第した。汝寧推官に任じられ、北京に召還されて戸科給事中となった。京営を巡視した。副将の佟養正ら5人が賄賂によって転任を求めていたため、程紹はかれらを弾劾して処分した。1597年（万暦25年）、河南への採鉱使の派遣を止めるよう上疏したが、万暦帝に聞き入れられなかった。
吏科左給事中に転じた。御史の許聞造が戸部侍郎の張養蒙らを告発し、吏部侍郎の裴応章を批判した。程紹は許聞造が3年に1度の官吏の考課の計典を避けるために吏部に干渉し、内閣大学士の張位におもねっていると反論した。このため許聞造は辺境に左遷された。朝廷で楊応龍の乱を討伐する人事が議論されると、兵部は主事の趙世徳が軍事に知悉しているとして推挙したが、程紹がこれに反論して取りやめられた。また程紹が文選郎の楊守峻を弾劾すると、楊守峻は自ら退官して去った。また饒州通判の沈榜が左遷され、税監の潘相得が留任したことを非法であると直言した。山西税使の張忠が夏県知県の韓薫を自分に逆らうものとみなして僻地に左遷しようと上奏したことから、程紹はこの処分について争った。程紹は万暦帝の怒りを買い、罷免されて庶民とされた。程紹は20年にわたって家に蟄居した。1620年（泰昌元年）、太常寺少卿として起用された。
1624年（天啓4年）、程紹は右副都御史となり、河南巡撫をつとめた。臨漳で龍紐亀形方四寸の「玉璽」が出土し、程紹の手に渡った。程紹はこれを朝廷で披露し、これを秦璽とみなして献上した。魏忠賢が老賢の臣を排斥するようになると、程紹はこれを見て鬱々とするようになった。後に魏忠賢の勢力がますます拡大すると、程紹は病を理由に官を辞して帰郷した。
1633年（崇禎6年）、推薦により工部右侍郎に起用された。1635年（崇禎8年）、老齢を理由に致仕した。1637年（崇禎10年）、死去した。享年は76。工部尚書の位を追贈された。

## 子女
- 程震 - 南京戸部郎中
- 程泰 - 中書舎人